# Ганиева, Райхон Отабековна
Райхон (узб. Rayhon, настоящее имя — Райхон Отабековна Ганиева, узб. Rayhon Otabekovna Gʻaniyeva) (род. 16 сентября 1978 года) — узбекская певица и актриса. Заслуженная артистка Республики Узбекистан.

## Биография
Райхон Отабековна Ганиева родилась 16 сентября 1978 года в Ташкенте (Узбекская ССР). Отец — Отабек Ганиев — известный артист кино, внук кинорежиссёра, основоположника узбекского кино Наби Ганиева. Мать — заслуженная артистка Узбекской ССР — Тамара Шакирова.
Талант Райхон Ганиевой открылся очень рано. Она любила рисовать, петь, танцевать. Было решено отдать девочку в музыкально-художественную школу искусств для одарённых детей, которую Райхон успешно окончила в 1996 году по классу фортепиано. В школе Райхон написала свою первую песню под названием «Жить».
Будучи ученицей 9 класса исполнила сольную партию на фортепиано с Большим государственным симфоническим оркестром под руководством дирижёра Захида Хакназарова на концертах Сен-Санса. Серия концертов в концертном зале «Бахор» имела большой успех.
Артистка окончила Институт мировых языков по специальности «Английская филология». На третьем курсе она организовала вокальный дуэт «Хаёл». С 2000 года начала карьеру сольной певицы.
В 2002 году Райхон выступила с сольным концертом в Большом академическом театре оперы и балета имени Алишера Навои, где её объявили лучшей певицей года и выдали первую премию «Нихол». После этого она дважды получала данную премию, в 2004 году — конкурс «Тарона» и в 2006 году на номинации M&TVA.
В 2003 и 2005 году Райхон получила премию «За лучший альбом года». В декабре 2007 года её песня «Кечир» из одноимённого фильма, в котором артистка выступила в роли сценаристки и в качестве главной героини, была объявлена лучшим саундтреком года. В 2009 году Райхон получила премию «M&TVA» в номинации «Лучшая песня года».
22 февраля 2012 года умерла Тамара Халимовна Шакирова, мать артистки.
В декабре 2012 года Райхон вновь получила премию «M&TVA» в номинации «Лучшая певица года». А незадолго до этого, 16 ноября 2012 года, в ресторане «Версаль» состоялась свадьба певицы. Избранником стал студент Ташкентского театрального института, начинающий актёр Йигитали Мамаджанов. На торжество были приглашены многие звезды узбекской эстрады и кино.
Вскоре Райхон стала матерью двойняшек: Ислама и Имрана. В 2015 году супруги подали на развод.
В 2016 году в сети появилась информация о том, что Райхон состоит в отношениях с Фарходом Алимовым. Осенью того же года пара провела обряд «никах», после чего новоиспеченные супруги отправились в свадебное путешествие в Объединённые Арабские Эмираты

## Концерты
1. 2002 — «Baxtli bo’laman» — «Буду счастливой», Большой театр оперы и балета им. Алишера Навои
2. 2004 — «Sevgilim» — «Любимый», Дворец Дружбы Народов
3. 2005 — «Faqat muxabbat» — «Только любовь», Дворец Дружбы Народов
4. 2006 — «Yolg’izim» — «Мой единственный», Дворец Дружбы Народов
5. 2007 — «Sog’indim» — «Скучаю», Дворец Дружбы Народов
6. 2008 — «Doimo» — «Всегда», Дворец Дружбы Народов
7. 2009 — «Orzuingga ishon» — «Верь в свою мечту», Дворец Дружбы Народов
8. 2010 — «Tabassum qil» — «Улыбайся», Дворец Дружбы Народов
9. 2011 — «Sevaveraman» — «Буду я любить», Дворец Дружбы Народов
10. 2012 — «Sevgi… bu nima?» — «Любовь… Что Это?», Дворец Дружбы Народов
11. 2013 — «Oyijon» — «Мама», Дворец Дружбы Народов
12. 2015 — «RayhonShow 2015», Дворец Дружбы Народов
13. 2016 — «RayhonShow 2016», Дворец Дружбы Народов
14. 2017 — «RayhonShow 2017», Дворец Дружбы Народов
15. 2018 — «Hamma jam» — «Все в сборе», Дворец Дружбы Народов
16. 2020 — «Mayli manda», Дворец Дружбы Народов
17. 2023 — «Qalbim sirlari haqida», HUMO арена, (14-октября) отменено
18. 2024 — «Qalbim sirlari haqida», Дворец Дружбы Народов (19-20-21-января)

Концерты, начиная с 2002 года (кроме 2003, 2014 года из-за беременности и 2019 года), ежегодно проходят в феврале во Дворце «Истиклол». Певица также давала концерты в России, Китае, Казахстане, Турции и в других странах мира. Помимо собственных песен и хитов певица исполняет дуэты с певцами Узбекистана. Премьера релиза нового студийного альбома происходит в рамках концертов Райхон: сначала альбом поступает в продажу в самом Дворце «Истиклол», а после концертов альбомы появляются в магазинах страны и в «iTunes Store». Для яркого шоу номера ставит хореограф певицы Эля Муликова. Начиная с 2015 года компания «Proart» является организатором концертов.
В 2012 году (десятый год проведения концертов) проходил юбилейный концерт певицы под названием «Севги… Бу нима?». Концерт за день до даты проведения был перенесен из-за состояния мамы певицы. В течение последующих 3 дней концерты прошли удачно, где были спеты дуэты с 5 певцами и устроено фонтан-шоу.
В 2013 году концерт «Ойижон» был посвящён памяти мамы певицы — заслуженной артистки Узбекистана Тамары Шакировой (умерла в 2012 году). Концерт прошёл в апреле из-за подготовок. Поп-дива выходила на сцену в образе под японский стиль и исполнила песню, посвящённую маме. На том же концерте было исполнено танго с бывшим мужем Райхон, были сцены полёта. На следующий год певица из-за беременности не смогла провести концерт.
В 2015 году концерт не имел названия, но проходил при поддержке альбома «Излама». Певица всегда называла концерт одинаково с альбомом года его выпуска. Главной темой концерта стала «Кинематография». Концерт был разделён на 5 частей в сопровождении лазерного шоу: первая часть — про ретро-фильмы, вторая в жанре триллера, далее были национальный фильм, мелодрама и современная кинематография. На концерте были представлены хиты певицы, а также новые песни. Гостями были певица Лола, с которой Раймон исполнила дуэт, и солист группы «Болалар» Тохир Содиков. Образ Лолы в красном платье получил отрицательные отзывы критиков, впоследствии произошло скандальное обсуждение образа и певица Лола временно потеряла лицензию исполнительницы, которую позже смогла вернуть.
В декабре 2015 года Райхон объявила о 5 концертах, которые были намечены на февраль 2016 года. После завершения работы с афишами организаторам не разрешили публикацию афиш в городе из-за изображения цепей (по данным из сайта www.sayyod.com). Афиши были изменены и опубликованы, концерт состоялся. Были исполнены новые песни, прозвучали старые хиты в новой обработке. Образы певицы часто менялись по ходу концерта: в начале Райхон вышла на сцену в виде египетской королевы при соответствующих декорациях, затем — в образе девушки-гангстера и в других. Концерт закончился хитом «Дилимо», во время которого на экране сцены показывали песню в исполнении фанатов и знаменитостей. В этом году во время концерта не было представлено нового альбома — певица сообщила в социальных сетях, что альбом будет выпущен через год. Критики оценили концерт положительно и отметили оригинальный стиль исполнительницы. Но в социальных сетях обсуждали копирование элементов выступлений других знаменитостей.

## Дискография
1. 2001 — «Sensiz» — «Без тебя»
2. 2002 — «Baxtli bo’laman» — «Буду Счастливой»
3. 2004 — «Sevgilim» — «Любимый»
4. 2005 — «Faqat Muhabbat» — «Только Любовь»
5. 2006 — «Yodingdami» — «Помнишь»
6. 2007 — «Sog’indim» — «Скучаю»
7. 2008 — «Doimo» — «Всегда»
8. 2009 — «Orzuinga Ishon» — «Верь в свою мечту»
9. 2010 — «Tabassum Qil» — «Улыбайся»
10. 2011 — «Sevaveraman» — «Буду я Любить»
11. 2012 — «Sevgi… Bu Nima?» — «Любовь… Что Это?»
12. 2013 — «Oyijon» — «Мама»
13. 2015 — «Izlama» — «Не Ищи»
14. 2017 — «Javob ber» — «Ответь мне»
15. 2018 — «Tomchi» — «Каплями»

## Фильмография
| Год   | Латиница                                            | Кириллица                                          | Роль           | Примечания        |
| 1980. | -{Ленинградцы, дети мои…}-                          | -{Ленинградцы, дети мои…}-                         | дочь Хадичи    | эпизод            |
| 1999. | -{Zanjir}-                                          | -{Занжир}-                                         | Наргиза        | Телесериал        |
| 2000. | -{Tohir va Zuhra yangi talqinda}-                   | -{Тоҳир ва Зуҳра янги талқинда}-                   | Зухра          | Музыкальный фильм |
| 2006. | -{Voy dod sumalak}-                                 | -{Вой дод сумалак}-                                | Райхон         | Музыкальный фильм |
| 2006. | -{Yangi yil parisi}-                                | -{Янги йил париси}-                                | Райхон         | Музыкальный фильм |
| 2007. | -{Kechir}-                                          | -{Кечир}-                                          | Самира         | Главная роль      |
| 2010. | -{Ada emas, dada! Tohir va Zuhra 2 yangi talqinda}- | -{Ада эмас, дада! Тоҳир ва Зуҳра 2 янги талқинда}- | Райхон / Зухра | Музыкальный фильм |
| 2011. | -{Gʻaroyib orzular}-                                | -{Ғаройиб орзулар}-                                | Райхон         | Музыкальный фильм |
| 2016. | -{Sharofatxonning kelinlari yoxud navroʻz muborak}- | -{Шарофатхоннинг келинлари ёхуд наврўз муборак}-   | Райхон         | камео             |

## Видеоклипы других исполнителей
| Год  | Название     | Группа  | Роль  |
| ---- | ------------ | ------- | ----- |
| 2011 | «Yengilaman» | Манзура | Камео |

## Награды
- 2002 год — премия «Нихол» «Лучшая певица года»
- 2003 год — премия «Тарона Рекордс» за «Лучший альбом года»
- 2004 год — премия «Тарона Рекордс» за «Лучшая певица года»
- 2005 год — звание «Заслуженный артист Узбекистана»[1]
- 2005 год — премия «Тарона Рекордс» «Лучший альбом года»
- 2006 год — премия «Тарона Рекордс» «Лучшая певица года»
- 2006 год — премия «M&TVA» «Лучшая певица года»
- 2007 год — премия «M&TVA» «Лучший саундтрек года»
- 2009 год — премия «M&TVA» «Лучшая песня года»
- 2012 год — премия «M&TVA» «Лучшая певица года»
- 2015 год — премия «Йил кушиги»
- 2016 год — фестиваль «Star of Asia»
- 2017 год — премия «Golden Panther Awards» «Best Central Asian Act» queen